# Liste des chaînes de télévision en Belgique
Pour les autres articles nationaux ou selon les autres juridictions, voir Liste de chaînes de télévision par pays.
Cet article présente la liste des chaînes de télévision en Belgique, triées par communauté.

## Chaînes de télévision nationales

### Communauté française(Fédération Wallonie-Bruxelles)
| Nom complet | Groupe audiovisuel                                                                    | Statut                         |
| --- | ------------------------------------------------------------------------------------- | ------------------------------ |
| La Une | Radio-télévision belge de la Communauté française (RTBF)                              | Généraliste nationale publique |
| Tipik | Radio-télévision belge de la Communauté française (RTBF)                              | Généraliste nationale publique |
| La Trois | Radio-télévision belge de la Communauté française (RTBF)                              | Généraliste nationale publique |
| TipikVision | Radio-télévision belge de la Communauté française (RTBF)                              | Thématique nationale publique  |
| Arte Belgique | Arte France et Radio-télévision belge de la Communauté française (RTBF)               | Généraliste nationale publique |
| RTL tvi | RTL Belgium (TVi s.a.)                                                                | Généraliste nationale privée   |
| RTL club | RTL Belgium (TVi s.a.)                                                                | Généraliste nationale privée   |
| RTL plug | RTL Belgium (TVi s.a.)                                                                | Généraliste nationale privée   |
| RTL district | RTL Belgium (TVi s.a.)                                                                | Thématique nationale privée    |
| AB3 | Mediawan Thematics                                                                    | Généraliste nationale privée   |
| ABXplore | Mediawan Thematics                                                                    | Thématique nationale privée    |
| Canal Z | Roularta Media Group                                                                  | Thématique nationale privée    |
| LN24 | Les News 24 SA                                                                        | Thématique nationale privée    |
| Be 1 | ACM SA / Nethys SA                                                                    | Généraliste nationale privée   |
| Be Ciné | ACM SA / Nethys SA                                                                    | Thématique nationale privée    |
| Be Séries | ACM SA / Nethys SA                                                                    | Thématique nationale privée    |
| VOOsport World 1 | ACM SA / Nethys SA                                                                    | Thématique nationale privée    |
| VOOsport World 2 | ACM SA / Nethys SA                                                                    | Thématique nationale privée    |
| VOOsport World 3 | ACM SA / Nethys SA                                                                    | Thématique nationale privée    |
| Proximus Sports | Proximus TV                                                                           | Thématique nationale privée    |
| Pickx+ | Proximus TV                                                                           | Thématique nationale privée    |
| Eleven Pro League 1 | Eleven Sports Network                                                                 | Thématique nationale privée    |
| Eleven Pro League 2 | Eleven Sports Network                                                                 | Thématique nationale privée    |
| Eleven Pro League 3 | Eleven Sports Network                                                                 | Thématique nationale privée    |
| Eleven Sports 1 | Eleven Sports Network                                                                 | Thématique nationale privée    |
| Eleven Sports 2 | Eleven Sports Network                                                                 | Thématique nationale privée    |
| Eleven Sports 3 | Eleven Sports Network                                                                 | Thématique nationale privée    |
| MTV Wallonia | ViacomCBS Networks EMEAA                                                              | Thématique nationale privée    |
| Nickelodeon | ViacomCBS Networks EMEAA                                                              | Thématique nationale privée    |
| Nick Jr. | ViacomCBS Networks EMEAA                                                              | Thématique nationale privée    |
| Disney Channel | The Walt Disney Company Benelux                                                       | Thématique nationale privée    |
| Studio 100 TV | Studio 100                                                                            | Thématique nationale privée    |
| Fenêtres publicitaires (Chaînes étrangères avec fenêtres publicitaires belges, ne diffusant pas de programme spécifique belge) |                                                                                       |                                |
| TF1 Belgique | Groupe TF1                                                                            | Généraliste nationale privée   |
| National Geographic | Fox Networks Group                                                                    | Thématique nationale privée    |
| Chaînes disparues |                                                                                       |                                |
| Télé 2 | Radio-télévision belge de la Communauté française (RTBF)                              | Généraliste nationale publique |
| Télé 21 | Radio-télévision belge de la Communauté française (RTBF)                              | Généraliste nationale publique |
| La Deux | Radio-télévision belge de la Communauté française (RTBF)                              | Généraliste nationale publique |
| RTBF Sat | Radio-télévision belge de la Communauté française (RTBF)                              | Généraliste nationale publique |
| Eurosport 21 | Radio-télévision belge de la Communauté française (RTBF) et TV Sport s.a. (Eurosport) | Généraliste nationale publique |
| RTL-TVi 20 ans | RTL Group (TVi s.a.)                                                                  | Thématique nationale privée    |
| AB4 | AB Groupe                                                                             | Généraliste nationale privée   |
| Vidéoclick | AB Groupe                                                                             | Thématique nationale privée    |
| Liberty TV | Liberty TV                                                                            | Thématique nationale privée    |
| MCM Belgique | Groupe MCM / Lagardère Active                                                         | Thématique nationale privée    |
| Star TV | Newscom                                                                               | Thématique nationale privée    |
| NRJ Hits TV | NRJ Belgique (NGroup)                                                                 | Thématique nationale privée    |

### Communauté flamande
| Nom complet               | Groupe audiovisuel                                  | Statut                                              |
| ------------------------- | --------------------------------------------------- | --------------------------------------------------- |
| Één                       | Vlaamse Radio- en Televisieomroep (VRT)             | Généraliste nationale publique                      |
| Ketnet                    | Vlaamse Radio- en Televisieomroep (VRT)             | Généraliste nationale publique                      |
| Canvas                    | Vlaamse Radio- en Televisieomroep (VRT)             | Généraliste nationale publique                      |
| Sporza                    | Vlaamse Radio- en Televisieomroep (VRT)             | Thématique nationale publique                       |
| VTM                       | DPG Media                                           | Généraliste nationale privée                        |
| VTM 2                     | DPG Media                                           | Thématique nationale privée                         |
| VTM 3                     | DPG Media                                           | Thématique nationale privée                         |
| VTM 4                     | DPG Media                                           | Thématique nationale privée                         |
| VTM GOLD                  | DPG Media                                           | Thématique nationale privée                         |
| VTM Kids                  | DPG Media                                           | Thématique nationale privée                         |
| Play4                     | SBS Belgium                                         | Généraliste nationale privée                        |
| Play5                     | SBS Belgium                                         | Généraliste nationale privée                        |
| Play6                     | SBS Belgium                                         | Thématique nationale privée                         |
| Play7                     | SBS Belgium                                         | Thématique nationale privée                         |
| MTV Vlaanderen            | Viacom International Media Networks Northern Europe | Thématique nationale privée                         |
| Nickelodeon Vlaanderen    | Viacom International Media Networks Northern Europe | Thématique nationale privée                         |
| Nick Jr. Vlaanderen       | Viacom International Media Networks Northern Europe | Thématique nationale privée                         |
| Comedy Central Vlaanderen | Viacom International Media Networks Northern Europe | Thématique nationale privée                         |
| Play More                 | Telenet                                             | Thématique nationale privée                         |
| Play Sports               | Telenet                                             | Thématique nationale privée                         |
| Proximus Sports           | Proximus                                            | Thématique nationale privée                         |
| Movies & Series           | Proximus                                            | Thématique nationale privée                         |
| Studio 100 TV             | Studio 100                                          | Thématique nationale privée                         |
| Njam!                     | Studio 100                                          | Thématique nationale privée                         |
| Eurosport                 | Discovery Communications                            | Thématique nationale privée                         |
| Kanaal Z                  | Roularta Media Group                                | Thématique nationale privée                         |
| vlaamsparlement.tv        | Parlement flamand                                   | Thématique nationale privée                         |
| PlattelandsTV             | NTV                                                 | Thématique nationale privée                         |
| Discovery Channel         | Discovery Networks Benelux                          | Thématique internationale (Pays-Bas/Flandre) privée |
| TLC                       | Discovery Networks Benelux                          | Thématique internationale (Pays-Bas/Flandre) privée |
| Chaînes disparues         |                                                     |                                                     |
| BRTN TV2                  | Vlaamse Radio- en Televisieomroep (VRT)             | Généraliste nationale publique                      |
| Op 12                     | Vlaamse Radio- en Televisieomroep (VRT)             | Généraliste nationale publique                      |
| JIM                       | Medialaan                                           | Thématique nationale privée                         |
| VTM Kids Jr.              | Medialaan                                           | Thématique nationale privée                         |
| anne                      | Medialaan et Proximus TV                            | Thématique nationale privée                         |
| Life!TV                   |                                                     | Thématique nationale privée                         |
| JUST                      |                                                     | Thématique nationale privée                         |
| EXQI Plus (nl)            | Alfacam                                             | Généraliste nationale privée                        |
| EXQI Culture (nl)         | Alfacam                                             | Thématique nationale privée                         |
| EXQI Sport (nl)           | Alfacam                                             | Thématique nationale privée                         |
| Acht                      | Concentra media                                     | Thématique nationale privée                         |
| Lacht                     | Concentra media                                     | Thématique nationale privée                         |
| Gunktv                    | tvgas                                               | Thématique nationale privée                         |
| TMF Vlaanderen            | MTV Networks Benelux                                | Thématique nationale privée                         |
| TMF Dance                 | MTV Networks Benelux                                | Thématique nationale privée                         |
| Liberty TV                | Liberty Channels                                    | Thématique nationale privée                         |
| Disney Channel (Flandre)  | Disney Channels Benelux                             | Thématique nationale privée                         |

### Communauté germanophone
| Nom complet | Groupe audiovisuel | Statut                         |
| ----------- | ------------------ | ------------------------------ |
| BRF TV      | Groupe BRF         | Généraliste nationale publique |

## Chaînes de télévision locales

### Chaînes communautaires de laCommunauté française
| Nom complet                      | Groupe audiovisuel | Statut | Localisation |
| -------------------------------- | ------------------ | ------ | --- |
| Antenne Centre Télévision (ACTV) |                    | Locale | Région du Centre |
| Boukè                            | Boukè Media        | Locale | Province de Namur : arrondissements de Namur (sauf Gembloux) et Philippeville                                                                             |
| BX1                              |                    | Locale | Région de Bruxelles-Capitale |
| Canal Zoom                       |                    | Locale | Province de Namur : arrondissements de Namur : Gembloux et province du Brabant wallon : Chastre, Walhain (sauf Nil-Saint-Vincent-Saint-Martin) et Perwez) |
| MA Télé                          |                    | Locale | Province de Namur : arrondissement de Dinant |
| Notélé                           |                    | Locale | Région Wallonie Picarde |
| Qu4tre                           |                    | Locale | Province de Liège : arrondissements de Liège, de Huy et de Waremme                                                                                        |
| Télé MB                          |                    | Locale | Région Mons-Borinage |
| Télésambre                       |                    | Locale | Région de Charleroi et Sud-Hainaut |
| TV Com                           |                    | Locale | Province du Brabant wallon (sauf Chastre, Walhain (excepté Nil-Saint-Vincent-Saint-Martin) et Perwez)                                                     |
| TV Lux                           | TV Lux ASBL        | Locale | Province de Luxembourg |
| Vedia                            |                    | Locale | Province de Liège : arrondissement de Verviers (sauf cantons d’Eupen et de Saint-Vith)                                                                    |

### Chaînes communautaires de laCommunauté flamande
| Nom complet | Groupe audiovisuel                                  | Statut | Localisation                                                                                    |
| ----------- | --------------------------------------------------- | ------ | ----------------------------------------------------------------------------------------------- |
| ATV         |                                                     | Locale | Région Métropolitaine d'Anvers                                                                  |
| AVS         |                                                     | Locale | Région Métropolitaine de Gand - Meetjesland / Ardennes flamandes                                |
| BRUZZ       | Vlaams-Brusselse Media                              | Locale | Région de Bruxelles-Capitale                                                                    |
| Focus-TV    |                                                     | Locale | Province de Flandre-Occidentale : arrondissements de Bruges, d'Ostende, de Furnes et de Dixmude |
| Ring        | Regionale Televisie Vlaams-Brabant, Halle-Vilvoorde | Locale | Ceinture verte de Bruxelles (arrondissement Hal-Vilvorde)                                       |
| ROB TV      |                                                     | Locale | Région de Louvain - Hageland                                                                    |
| RTV         |                                                     | Locale | Province d’Anvers : arrondissement de Malines et de Turnhout                                    |
| TVL         |                                                     | Locale | Province de Limbourg                                                                            |
| TV Oost     |                                                     | Locale | Pays de Waes / Pays de la Dendre                                                                |
| WTV         |                                                     | Locale | Province de Flandre-Occidentale : arrondissements de Courtrai, d'Ypres, de Roulers et de Tielt  |